# Политотдел (Новосибирская область)
Политотдел или Политотдельский — упразднённый посёлок в Баганском районе Новосибирской области. На момент упразднения входил в состав Баганского сельсовет. Исключен из учётных данных в 1971 г.

## География
Располагался к северу от болота Иванеево, в 14 км к северо-востоку от села Баган. Ближайшие населённые пункты: на юго-западе — Тычкино.

## История
Упразднён решением Новосибирского облисполкома от 28.07.1977 г. № 509 как фактически не существующий.